# 气泡酒

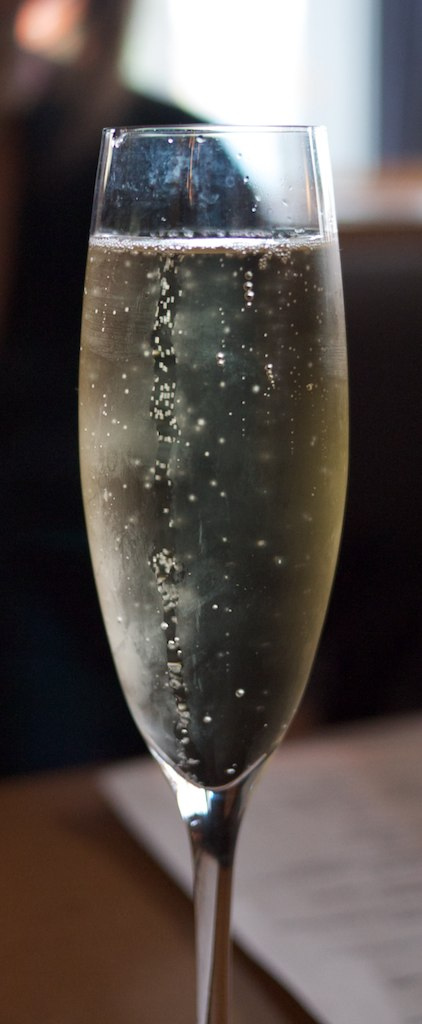
一杯意大利珀赛蔻氣泡酒

起泡酒（英語：Sparkling wine），又名气泡酒或發泡酒，一種富含碳酸的酒精飲料，經常使用葡萄酒製作，但也有使用蘋果和梨的。气泡酒為白色、黃結晶色、粉红色、血紅色和暗橙色。香槟酒就是一种最為知名的气泡酒。而歐美其它地区出产各種類型的气泡酒，如法國的香檳地區、西班牙的卡瓦、意大利的阿斯蒂、南非的開普經典（Method Cap Classique）和美国的加利福尼亚州。一些氣泡酒噴射的泡沫甚至能夠成為晚宴節日中的助興節目。

## 名詞解釋
目前 「Sparkling wine」 才是氣泡酒的正確英文翻譯，主要是指英国理解下的氣泡酒分類，這個分類法也被傳至美國。在1980年代之前，Champagne（香檳）在英語的語境裡面指的是全體氣泡酒，而英語系國家的釀酒廠也會刻意也做出接近香槟风格的气泡酒來混淆。1990年代之後，法國開始對其國內農產品進行嚴格的「標註原產地管制」，其中規定「只有法國香槟省生產的气泡酒才可以称作香槟，其餘只是普通的白葡萄氣泡酒而已」，並且在世界範圍內极力推广香槟一词的正确使用方法，為了和香檳省這個地區作區分，還會特地加上「香槟酒」（法語：vin de Champagne）來表示它指的是酒名、而非地區名。
- 在法语中，不在香槟地区酿造的气泡酒可以再分為穆瑟（Mousseux（英语：Sparkling_wine））和克雷芒（Crémant（英语：Sparkling_wine#Crémant），遵循香檳區的AOC條列監管的氣泡酒）兩類。
- 德国和奥地利，气泡酒叫 Sekt；奧地利的紅色氣泡酒被稱為 Syrah。
- 在意大利，Vino spumante是起泡較强，噴射級的葡萄酒。起泡較弱的葡萄酒被稱爲Vino frizzante。

## 原理
其特徵為含有一定数量的二氧化碳气泡。二氧化碳通过酒的发酵在瓶内（如：香槟制法）或大型储酒缸中（如：沙尔马制法）自然形成，或被注入酒中。气泡酒可根据含糖量分为干型、甜型等不同等级。

## 历史

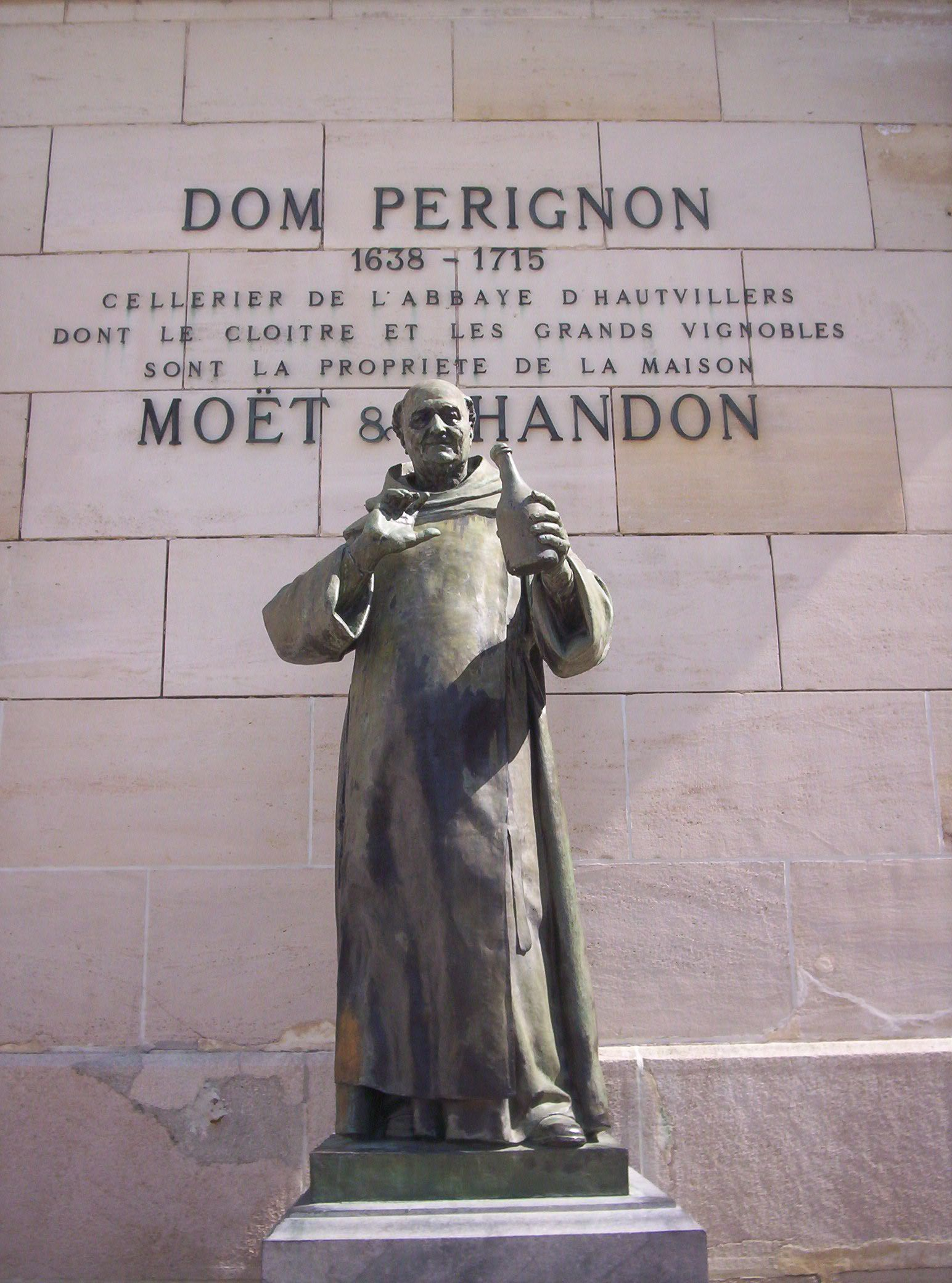
唐·培里侬常被认为是香槟酒的发明人，其实他用一生中大部分时间尝试让葡萄酒不要产生气泡。

气泡酒的发源地已經不可考，但是此種酒類早在西元前4世紀的希臘化時代就已經在法國、意大利、英國和西班牙地區出現。古希腊及古罗马人都对酒中的气泡有过描述，但是却无法解释其成因。他们将气泡的生成归咎于月相和神魔。中世纪时，香槟地区出产的葡萄酒易产生气泡也已有记录，但却被归类为酿酒过错的一类。早期，气泡往往会被释放掉。培里侬最初在本僧会修道院的工作就是除去酒中气泡，防止酒瓶在酒窖中爆炸。18世纪早期，气泡酒产量开始增加时，酒窖工人需要穿戴铁质的面具（类似棒球防守员面具）以免受伤。一个瓶子的爆炸可引发其他瓶子的爆炸，酒窖损失20－90%的藏酒是很正常的。由于当时对于发酵及二氧化碳的产生并没有足够的了解，所以气泡酒被冠予了“魔鬼酒”的名号。
英国人最早留意到香槟气泡的迷人特征，尝试找出原因。当时的葡萄酒多数是整桶的运到英国，然后当地代理才将酒装瓶。17世纪，英国人用高温的煤炉烧制玻璃，相对于法国以木为燃料的锅炉，所制的玻璃更为坚韧。英国人也重新使用木塞（起源于古罗马时期，但因古罗马帝国的衰亡而失传）。香槟的冬天严寒，存放在橡木桶中的酒，在糖分和酵母充分反应前就停止了发酵。整桶的酒运到英国后装瓶，当气温升高时糖与酵母于瓶中重新开始发酵，形成气泡。英国物理学家克里斯托弗·梅雷特将在成品酒中加入糖分至其二次发酵记录在册并将成果详细的展示给皇家学院。这也是已知最早解释气泡酒制造过程的记录。

## 酿造

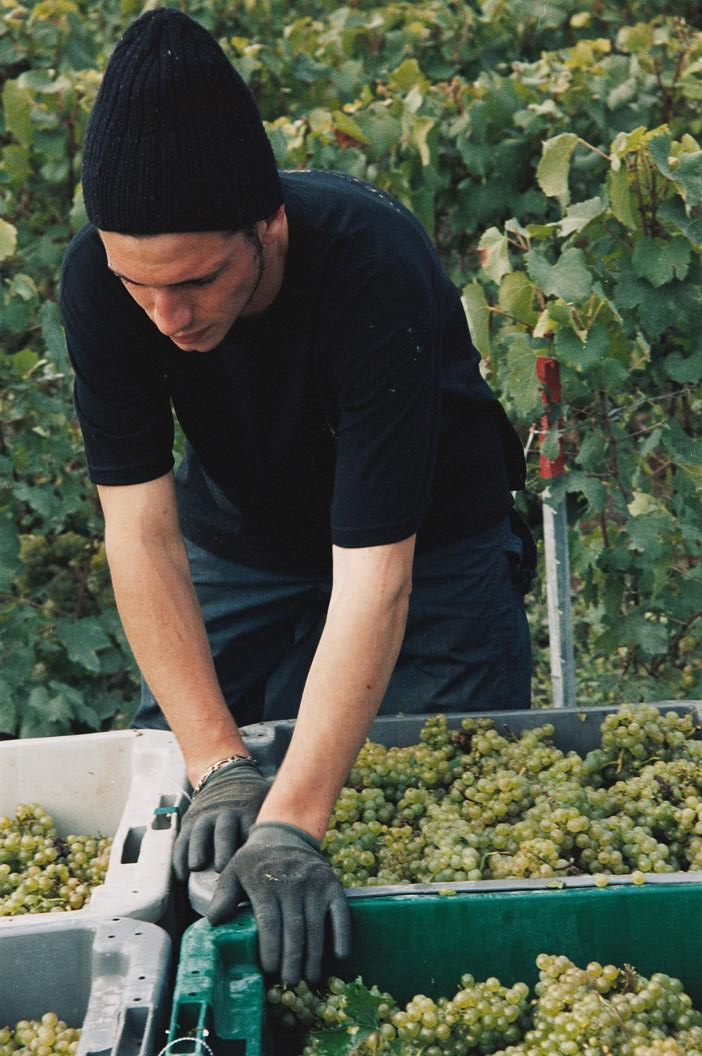
顶级的酿酒商从采集开始就已细心的处理葡萄，减少葡萄皮中苦涩的多酚析出。

与气泡酒相关的葡萄种植和酿酒过程与静态酒有很多相似之处，但也有明显的不同。首先葡萄采收的时间较早，以保留葡萄的酸度。澳大利亚，酿酒师常在葡萄含糖白利糖度值为17至20时采收。与静态酒不同，较高糖份的葡萄并不是气泡酒的上选原料，所以葡萄植株的挂果数也会比较多。顶级的酿酒商仍使用人手采集葡萄，减少葡萄的破裂，避免葡萄汁和果皮的浸润，减少果皮中单宁及多酚的析出。葡萄压榨厂也会离果园较近，葡萄采集后就可立即压榨，使其果皮分离。红葡萄如黑品乐也可用于酿造白色的气泡酒，它们的汁液是清澈透明的，往往经过与葡萄皮的接触才会被染色。虽然葡萄汁与果皮经有限度的接触后可以用于酿造粉红或黑中白气泡酒，但是大多数的气泡酒酿酒商会采取多种措施防止葡萄汁与葡萄皮的接触。
气泡酒的初次发酵与静态酒相同，酿酒师有时也会使用特殊的酵母。基酒在发酵时可能会经历苹果乳酸发酵的过程，但酿酒师在酿制果味浓郁简单的气泡酒时往往略过这一步。初次发酵后，各种基酒会被混合，制成气泡酒的主酒。“白中白”是由100%霞多丽所酿，但气泡酒往往是数种基酒的混合产品。如酩悅等大型香槟酿造商会利用上百种基酒来酿造可以展现公司风格的无年份香槟。二氧化碳是发酵的必然产物，基酒就可能含有少量气泡，但二次发酵所产气泡才是酿酒商致力保留。二次发酵所产生的瓶内气压可达5个帕斯卡。当气泡酒倒到杯中后，酒体释放二氧化碳气体，形成优美的气泡。

### 二次发酵

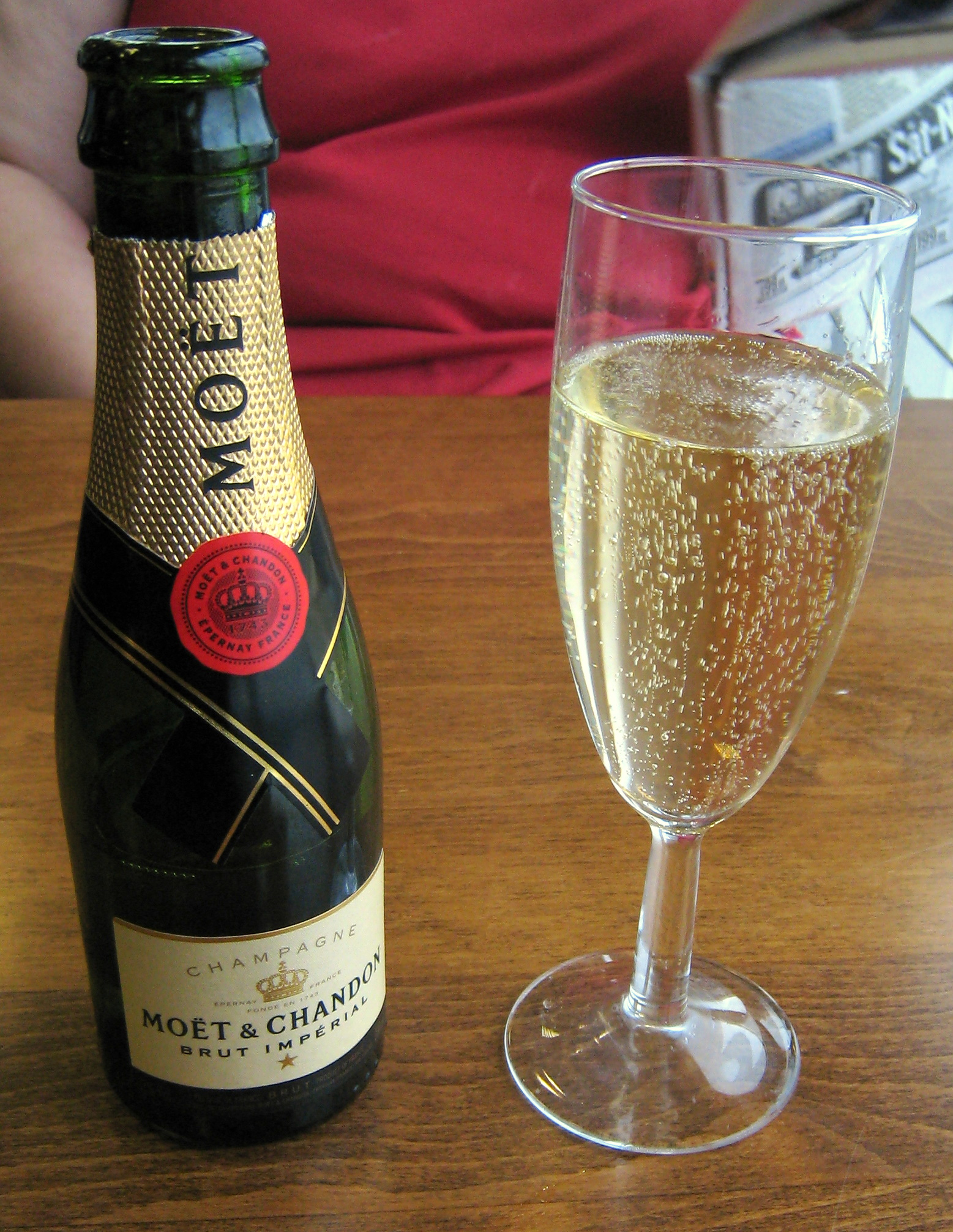
“换瓶”是酿造较小或较大规格气泡酒的其中一步，图中所示的为1/4瓶香槟。

有多种二次发酵方法，其中又以传统制法（或称香槟制法）最有名：主酒装瓶后，加入新鲜酵母和糖分。主酒在加入酵母和糖后，在酒瓶中再次发酵。经转瓶，酵母残渣除去（除渣），但以生成的气体得以保留。最后加入少量的基酒和糖水以调整甜度。如果按古传制法（methode ancestrale）酿造气泡酒，二次发酵后不会经过除渣过程；但这种方法逐渐被传统制法和沙尔马制法所取代。如果酿造较小或较大规格的气泡酒，在经过转瓶和除渣后，还需进行转瓶：将在普通或大瓶所酿的气泡酒倒入到盛酒缸，然后再灌装到相应的瓶子（如：向在飞机上常用的1/4瓶和3升的耶羅波安瓶。
沙尔马制法是将主酒放入加压的铁质酿酒缸中，并向其中加入新鲜酵母和糖分，促使二次发酵的发生。发酵完成后，酒会被冷冻，澄清及使用灌装机装瓶。用机器将二氧化碳注入主酒的方法不属于二次发酵，气泡往往较大，气体挥发较快，制作成气泡酒通常比较廉价。

### 气泡

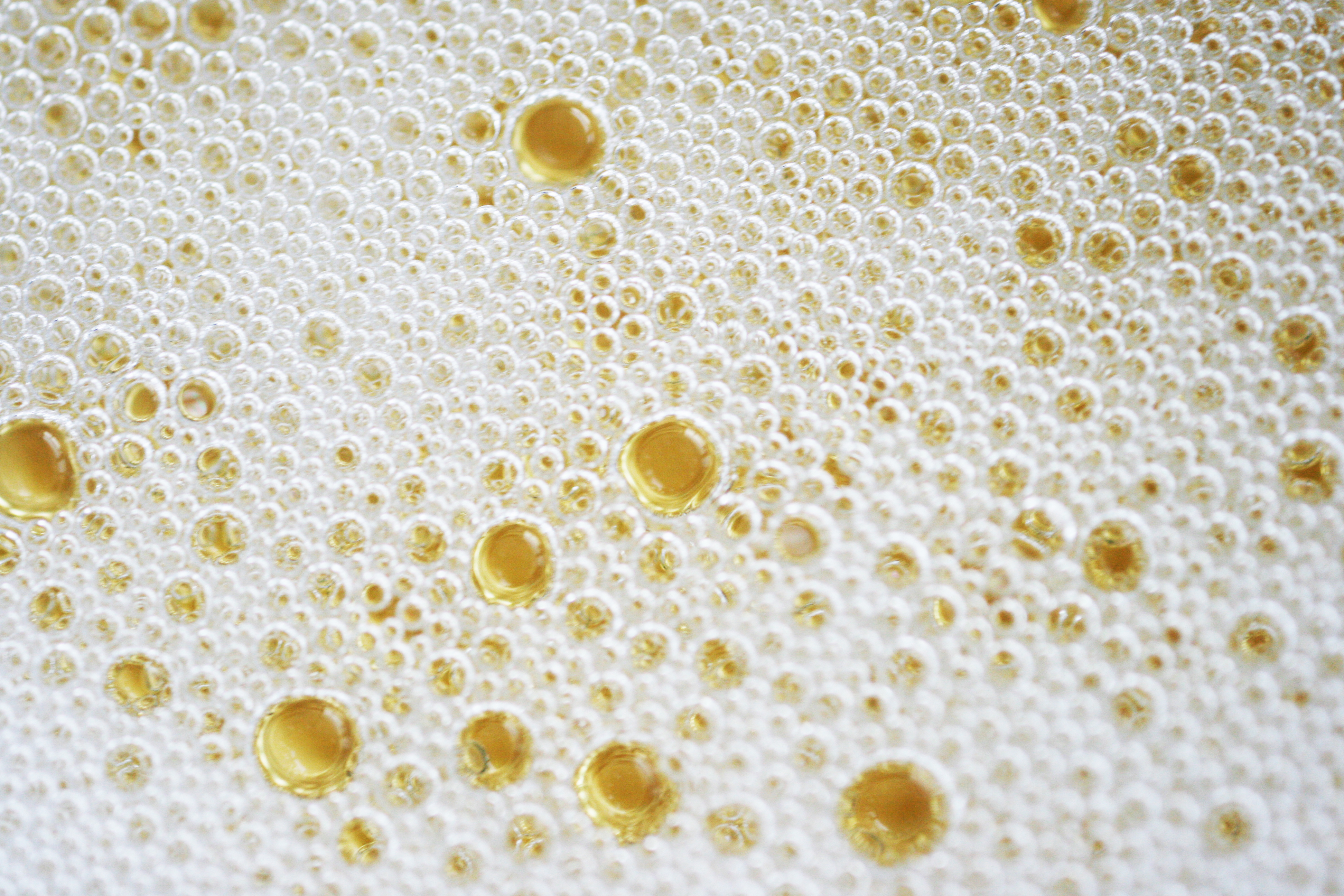
因气泡积聚，于杯口产生的一层细沫（Mousse）。

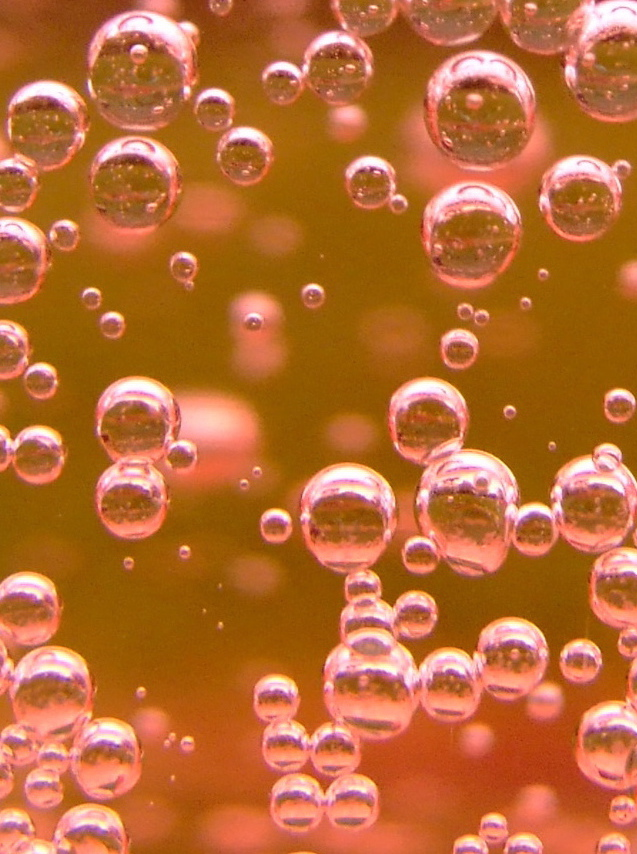
粉红气泡酒中的气泡。

当香槟接触到干爽的杯子时，气泡就会爆发。是杯子底部的缺陷（如划痕）或清洁用布的纤维遇上二氧化碳后产生的成核现象。成核现象加速二氧化碳从气泡酒中分离及散发。已倒入杯中的气泡酒比打开但仍在瓶中的流失二氧化碳及气泡的速度要快。气泡酒倒入杯中产生的细沫、气泡的大小和产生速度等，会因酒质和所用杯子而不同。
一瓶普通香槟中含有的二氧化碳足够产生4千9百万个气泡（葡萄酒专家汤姆·史蒂文森称可达2亿5千万个）。刚生成的气泡直径约20微米，当升至杯口时约为1毫米。研究表明，气泡酒中的气泡增加人体血液循环系统对酒精的吸收，更容易使人陶醉。英国萨里大学将含有等量酒精的有气及已走气香槟给研究对象饮用。于酒后5分钟的验血表明，喝有气香槟的对象血液中酒精含量为54毫克，而另一组只有39毫克。

### 甜度
气泡根据第二次发酵时所加糖份及最后产品的含糖量，分为不同的甜度等级。
产于欧盟区的产品必须将甜度标示于酒标上。分类如下：
- 绝干（Brut Natural或Brut Zéro）：每升含有少于3克的糖分。
- 特干（Extra Brut）：每升少于6克的糖分。
- 干（Brut）：每升少于15克的糖分。
- 半甜或半干（Extra Sec或Extra Dry）：每升含有12至20克的糖分。
- 甜（Sec）：每升含有17至35克的糖分。
- 特甜（Demi-Sec）：每升含有33至50克的糖分。
- 绝甜（Doux）：每升含有50克以上的糖分。

2002年11月14日，中国经贸委发表的中国葡萄酿酒技术规范 （页面存档备份，存于）也对甜度有类似分类：
- 干葡萄酒：含糖(以葡萄糖计)小于或等于4克/升。或者当总糖与总酸(以酒石酸计)的差值小于或等于2克/升时，含糖最高为9克/升的葡萄酒。
- 半干葡萄酒：含糖大于干酒，最高为12克/升。或者总糖与总酸的差值，按干酒方法确定，含糖最高为18克/升的葡萄酒。
- 半甜葡萄酒：含糖大于半干酒，最高为45克/升的葡萄酒。
- 甜葡萄酒：含糖大于45g/L的葡萄酒。

## 法国气泡酒
香槟酒是气泡酒中著名的产品，产于法国香槟地区。香槟约占全球气泡酒产量的8%，其他地区也效仿香槟地区种植霞多丽、黑品乐及莫尼耶品乐，并使用“香槟制法”酿造具有“香槟风格”的气泡酒。法国其他地区使用其他葡萄品种根据“香槟制法”酿造，并接受本地区原产地命名控制（AOC）条例监管的气泡酒被称为“克雷芒（Cremant）”。 也有一种法国气泡酒以古传制法酿造，对酒不进行除渣，酒中仍含有酵母残渣，通常较甜。著名的产区有加亚克、利穆和迪克莱勒特地区。

### 香槟

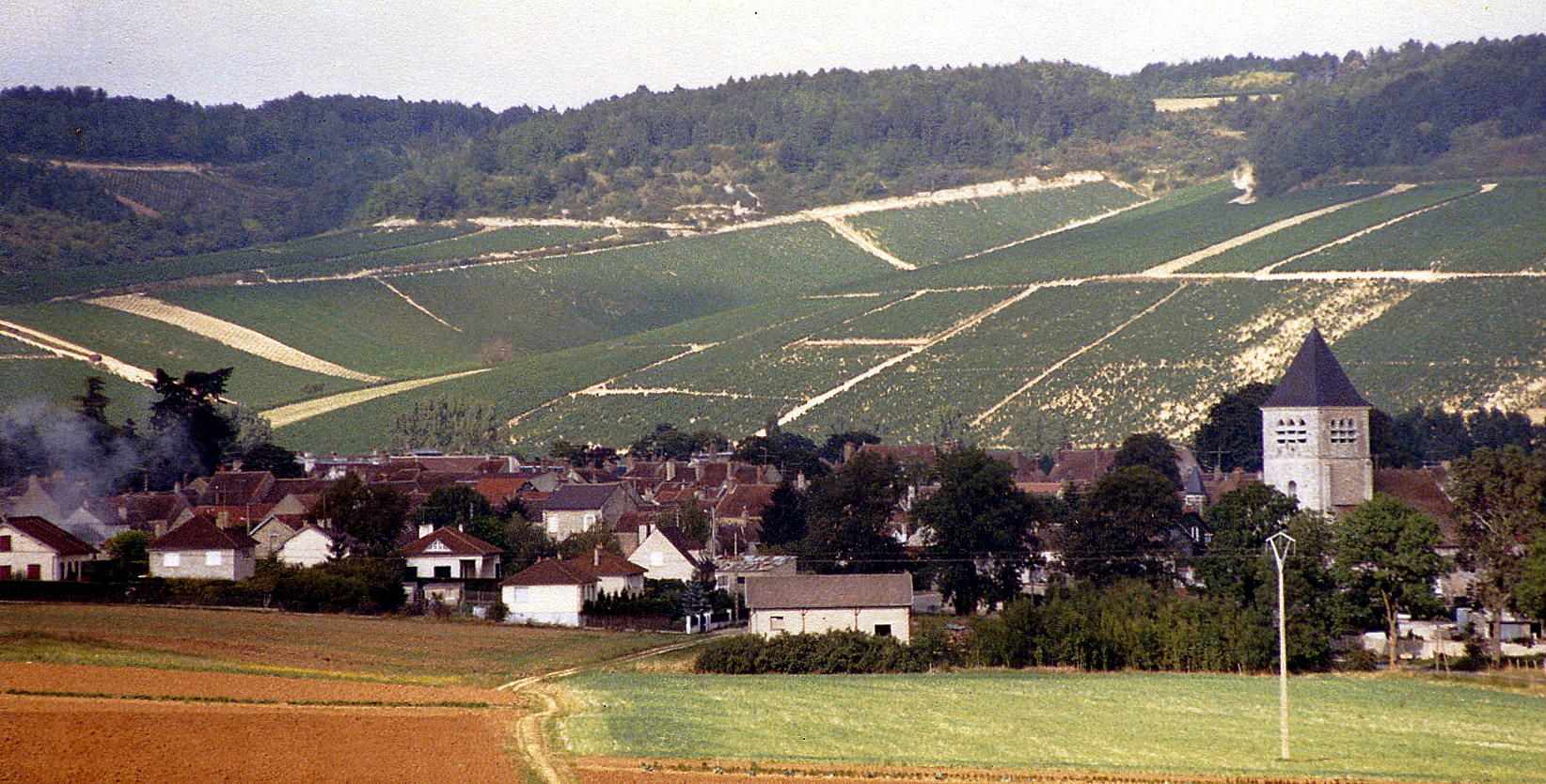
法国香槟地区出产的气泡酒才可被称为香槟酒。

香槟种植区的天然条件非常恶劣，葡萄生长周期漫长。较冷的气候条件局限了葡萄品种的多样性及酒的品种，但却使香槟酒成为气泡酒的标准。香槟种植区的泥土为白垩，表面为石灰石，种植的葡萄具备的酸度、浓度和丰厚度的平衡是世界其他地方无法复制的。香槟酒组织也对香槟一词有强烈的保护意识，如反对别区生产的酒使用“香槟风格”一词来形容所产气泡酒。故香檳酒必然是在香檳區生產。
调配是香槟酒的一大特色，大部分的香槟酒都是由不同葡萄园所产葡萄所酿的基酒调配而成。香槟地区有超过19,000个葡萄种植户，其中只有5,000个下属于香槟酿造商。其他的种植户将所产出的葡萄卖给代理、合作社或香槟酿造商。调配时，不同葡萄基酒的调配为香槟带入了各自的特色——霞多丽优雅、可陈年；黑品乐提供架构和果味；莫尼耶品乐贡献果香及花香。多数的香槟为无年份（或多年份）香槟，由不同年份基酒调配而成。酿酒商也会因葡萄的质量决定酿造年份香槟。年份香槟往往是酿酒商最顶级和昂贵之产品。

### 克雷芒

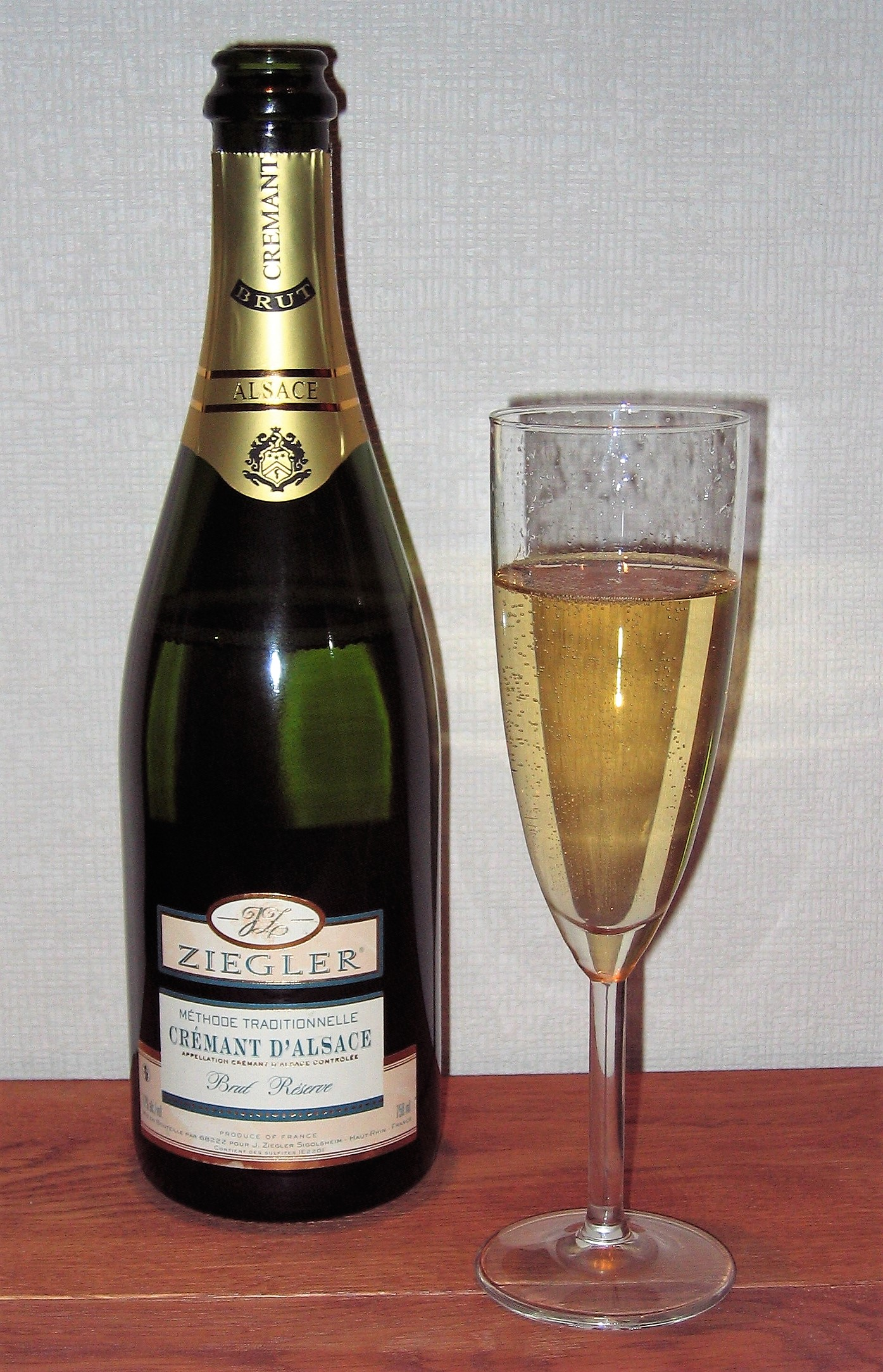
阿尔萨斯产克雷芒

可被称为克雷芒的气泡酒，使用传统制法，且须符合严格的条件。法国有7个产区所产的气泡酒可以使用克雷芒这一称号：
- 阿尔萨斯克雷芒
- 波尔多克雷芒
- 勃艮第克雷芒
- 迪克雷芒
- 汝拉克雷芒
- 利穆克雷芒
- 卢瓦尔克雷芒

在法国以外有一个产区使用克雷芒这一称号：
- 卢森堡克雷芒

AOC规定：克雷芒的葡萄采收必须由人手完成，且每棵植株的产果率也有限制。克雷芒需陈年1年后方可投入市场。卢瓦尔河流域是法国继香槟后第二大气泡酒产区。该地区大部分的克雷芒产于索米尔附近，多是霞多丽、白诗南和品丽珠的调配酒。AOC也允许用长相思（Sauvignon Blanc）、赤霞珠（Cabernet Sauvignon）、黑品乐、佳美（Gamay）、马尔贝克（Malbec或 Côt）、黑诗南（Chenin Blanc或Pineau d'Aunis）和果若葡萄（Grolleau），但酿造比重很低。AOC规定勃艮第克雷芒必须含有超过30%的黑品乐、霞多丽、白品乐或灰品乐基酒，剩下部分通常会是阿利戈泰（Aligoté）基酒。朗基多克省的利穆克雷芒则通常由本地特有的莫扎克葡萄（Mauzac）酿造，并混有少量白诗南和霞多丽；在二次发酵后需陈年至少1年。利穆白（Blanquette de Limoux）气泡酒则是100%由扎克所酿；需陈年9个月。
克雷芒本用于称呼香槟区所产具有较低瓶内压（香槟瓶内压为5—6帕，而克雷芒为2—3帕）的气泡酒，产量相对较少；也用于称呼卢瓦尔所产的气泡酒，如：索米尔克雷芒或武夫赖克雷芒，但不是属于AOC规定。卢瓦尔克雷芒于1975年开始才受AOC保护，紧接着是同年的勃艮第克雷芒和1976年的阿尔萨斯克雷芒。由于20世纪80年代香槟地区的游说，欧盟开始禁止别区使用“香槟制法”这一特有名称，香槟地区也停止使用“克雷芒”一词。90年代克雷芒的原产地法令实施，波尔多和利穆也被纳入其中。
卢森堡克雷芒是属于摩泽尔—卢森堡范围内的原产地法令，并不针对卢森堡一国，该产地刚好处于摩泽尔河的两岸，而该河的此部分又是法国和卢森堡国界。
克雷芒并不是一个法国专用的名词，欧盟内符合严格的条件的产区均使用，不过这种用法并不常见。

### 其他法国气泡酒

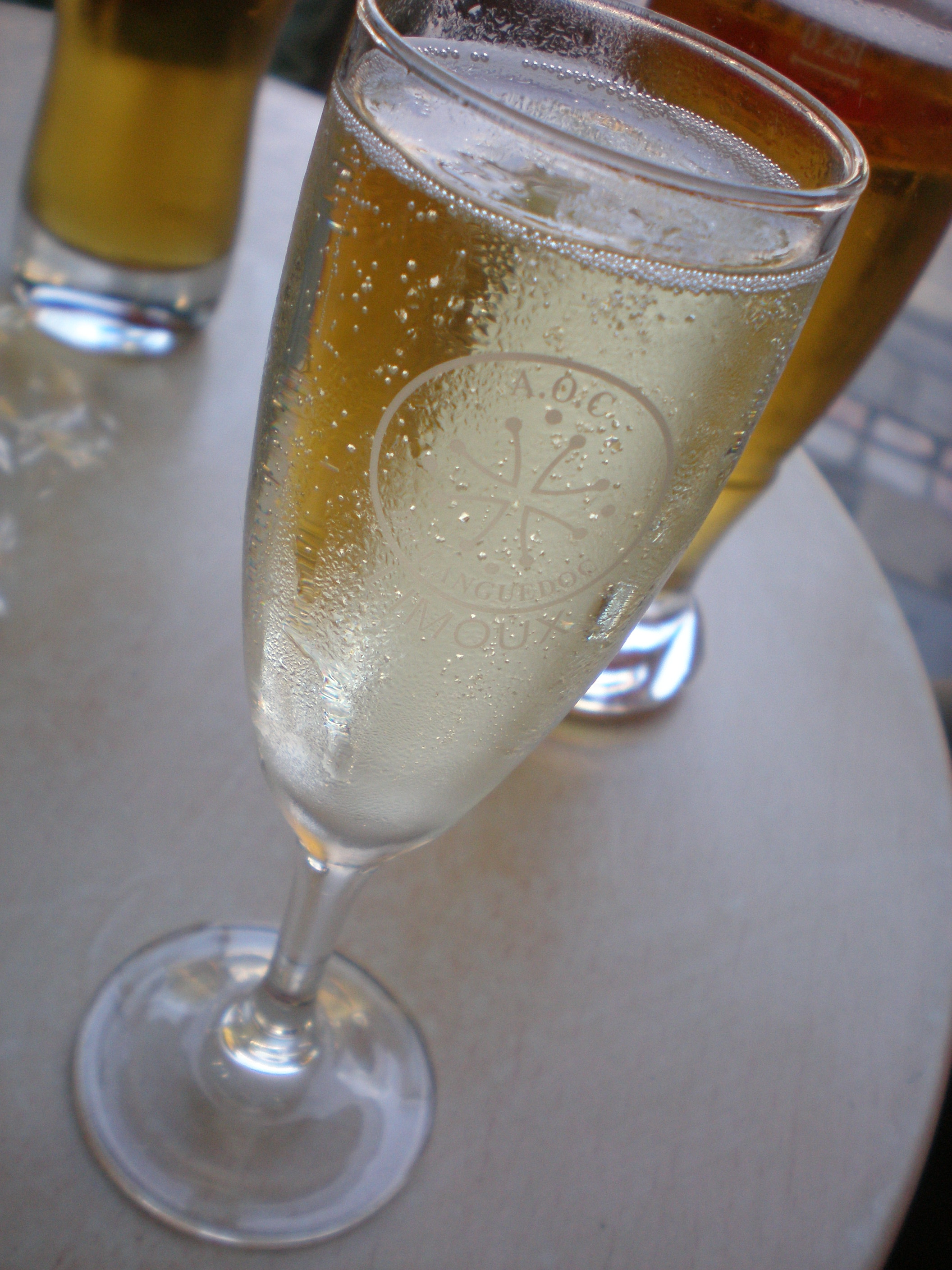
产自朗基多克地区的利穆白气泡酒。

关于法国的气泡酒还有另一些不使用“克雷芒”一词的原产地法令。部分是气泡酒专有的法令；有些则是静态葡萄酒和气泡酒可共用的。“穆瑟（Mousseux）”在法语里就是起泡的意思，可以用于不是“香槟制法”酿造的气泡酒。而克雷芒只可以用于“香槟制法”酿制的气泡酒。
以下是原产地的法令：
仅适用于气泡酒：
- 安茹穆瑟AOC
- 利穆白AOC
- 古传制法白AOC
- 勃艮第穆瑟AOC
- 迪克莱勒特AOC
- 索米尔穆瑟AOC
- 图赖讷穆瑟AOC

静态葡萄酒和气泡酒可通用：
- 加亚克AOC
- 圣佩赖AOC
- 武夫赖AOC

## 其他欧洲国家气泡酒

### 卡瓦
“卡瓦”（Cava）是西班牙加泰罗尼亚、安达卢西亚及埃斯特雷马杜拉出产的白色或粉红气泡酒。主要产区佩内德斯位于加泰罗尼亚，距离巴塞罗那西南40公路。“卡瓦”一词来取自希腊语中意为“高端”餐酒或酒窖的一词及拉丁文“洞穴”一词。在酿造卡瓦的早期，酒的保持和陈年都在洞穴中。1872年，霍塞普·拉文托斯最早开始酿造卡瓦。当时佩内德斯葡萄园因葡萄虱侵袭，大量的土地从栽种红葡萄改为栽种白葡萄。看到了香槟地区的成功，拉文托斯决定酿造干型的气泡酒，当时叫做“西班牙香槟”或通俗的称为Champaña或Xampany。
卡瓦也有不同的甜度等级：绝干、干、甜、特甜和甜。在西班牙原产地命名控制（DO）法令下，6个产酒区使用传统制法酿造卡瓦，可使用的葡萄是马卡韦奥（Macabeo）、帕雷利亚达 （Parellada）、克萨雷尔·洛（Xarel·lo）、霞多丽、黑品乐和苏维拉特（Subirat）。虽然霞多丽是酿造香槟的传统葡萄品种，但是直到1980年代才用以酿造卡瓦。

### 意大利气泡酒

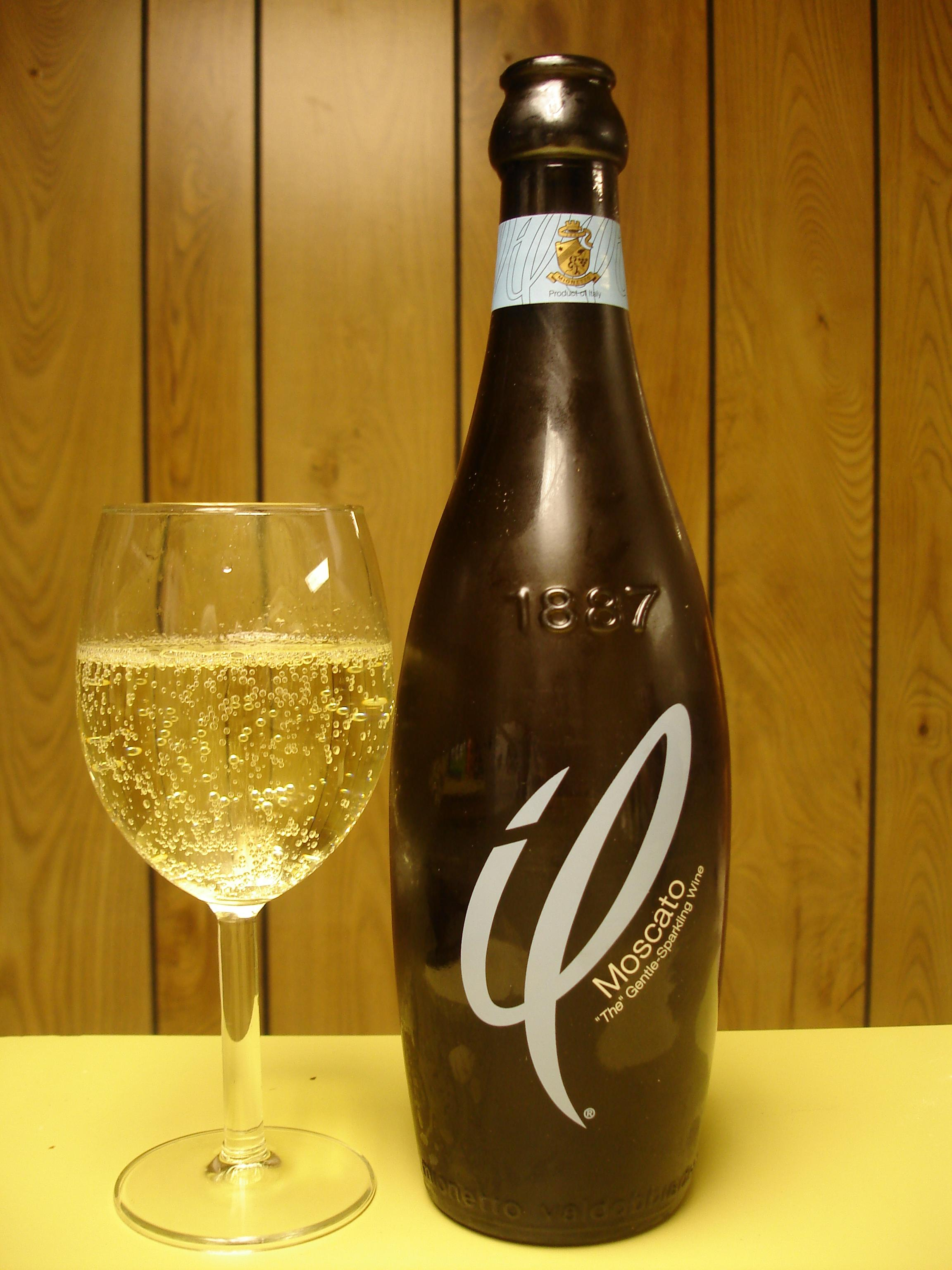
A lightly sparkling wine Mionetto Il Moscato from Italy.

从语源学资料显示，“斯普曼泰”一词直到1908年才与酒扯上关系，在此的40年前卡尔洛·甘恰就使用“香槟制法”酿造气泡酒，当时被称为“麝香香槟”。
意大利各地均有出产气泡酒，但是以全球市场而言，伦巴第产弗朗齊亞柯達、皮埃蒙特产阿斯蒂、威尼托产普罗赛柯及特伦托DOC（DOC或DOCG为意大利的原产地命名控制）。虽然弗兰恰科尔塔以传统制法酿造，但大部分的意大利气泡酒，尤其是阿斯蒂和普罗塞科，均使用沙尔马制法。
阿斯蒂酒是在阿斯蒂省用麝香葡萄酿造的一种稍甜的气泡酒。酒的特点是只有约8%的酒精含量，及新鲜怡人的葡萄风味。阿斯蒂莫斯卡托（Moscato d'Asti）是比阿斯蒂气泡稍柔和的气泡酒。
弗兰恰科尔塔产区，位于布雷西亚市的西北部，是意大利最大的气泡酒产区。主要使用霞多丽及白品乐；不超过15%的黑品乐也可用于弗兰恰科尔塔DOC的调配中。年份及非年份酒需在二次发酵后分别陈年30和18个月。而弗兰恰科尔塔萨滕（Franciacorta Satèn）是白中白气泡酒，酿造时瓶内压只达4.5帕，展现轻柔的特点。
特伦托DOC是传统制法酿造的红白气泡酒：可使用霞多丽、黑品乐、白品乐和莫尼耶品乐；对于葡萄产量也有严格要求。非年份的特伦托DOC需在瓶中陈年15个月、年份的则需24个月，而特级的要至少36个月。

## 中国气泡酒

### Angelina德寧起泡酒
采用传统工艺法酿造。
产地：山西
葡萄品种：霞多丽、品丽珠、白诗南。